# صقلاب درني
الصُقْلاب الدرني أو حشيشة ذات الجنب هو نوع نباتي عشبي ينتمي إلى جنس الصقلاب من الفصيلة الدفلية. موطنه الأصلي الجزء الشرقي من أمريكا الشمالية.

## الوصف النباتي
النبات معمر ينتشر بالجذامير. ارتفاعه من 30 سم إلى متر واحد.

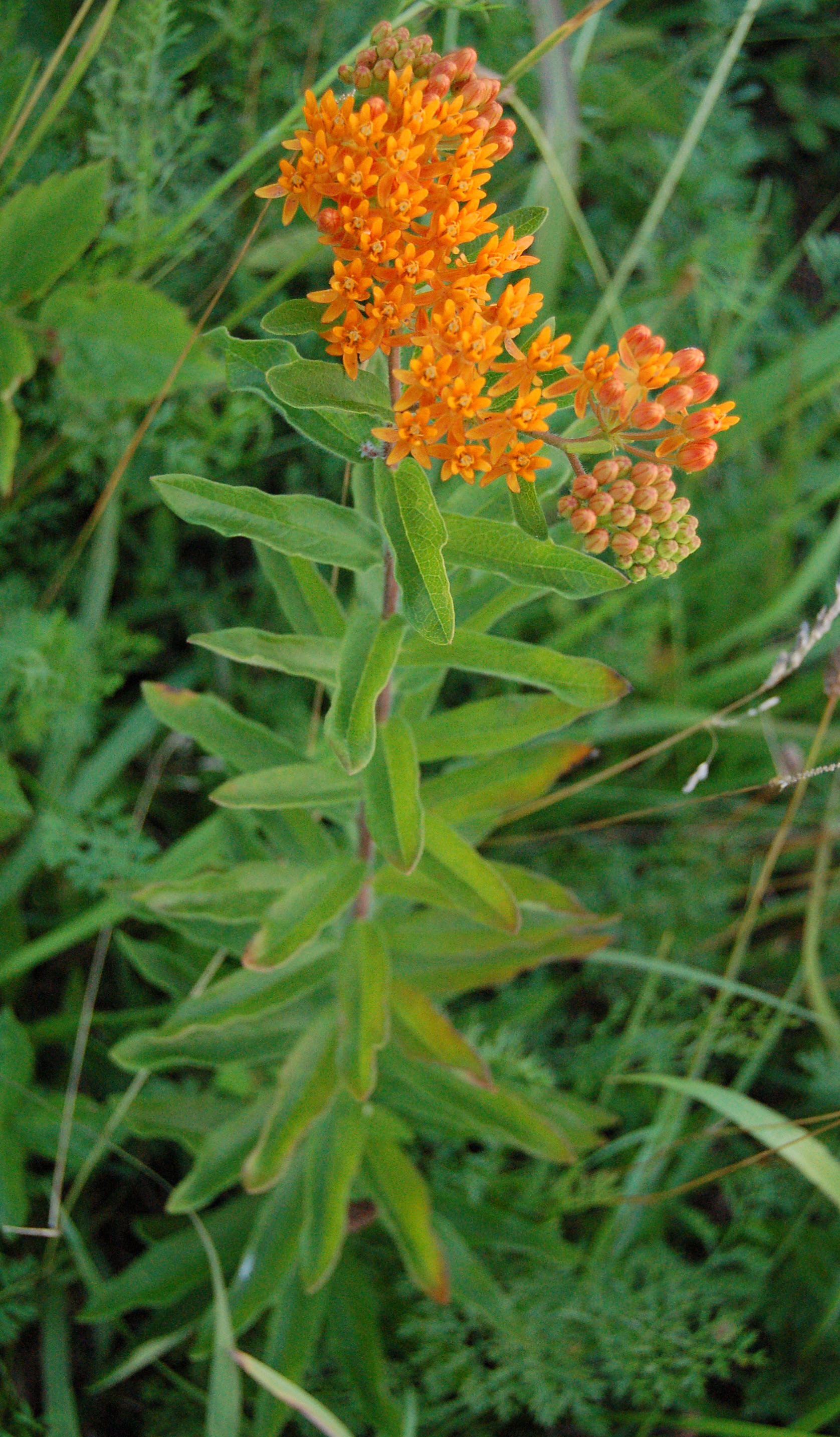
نبات الصقلاب الدرني

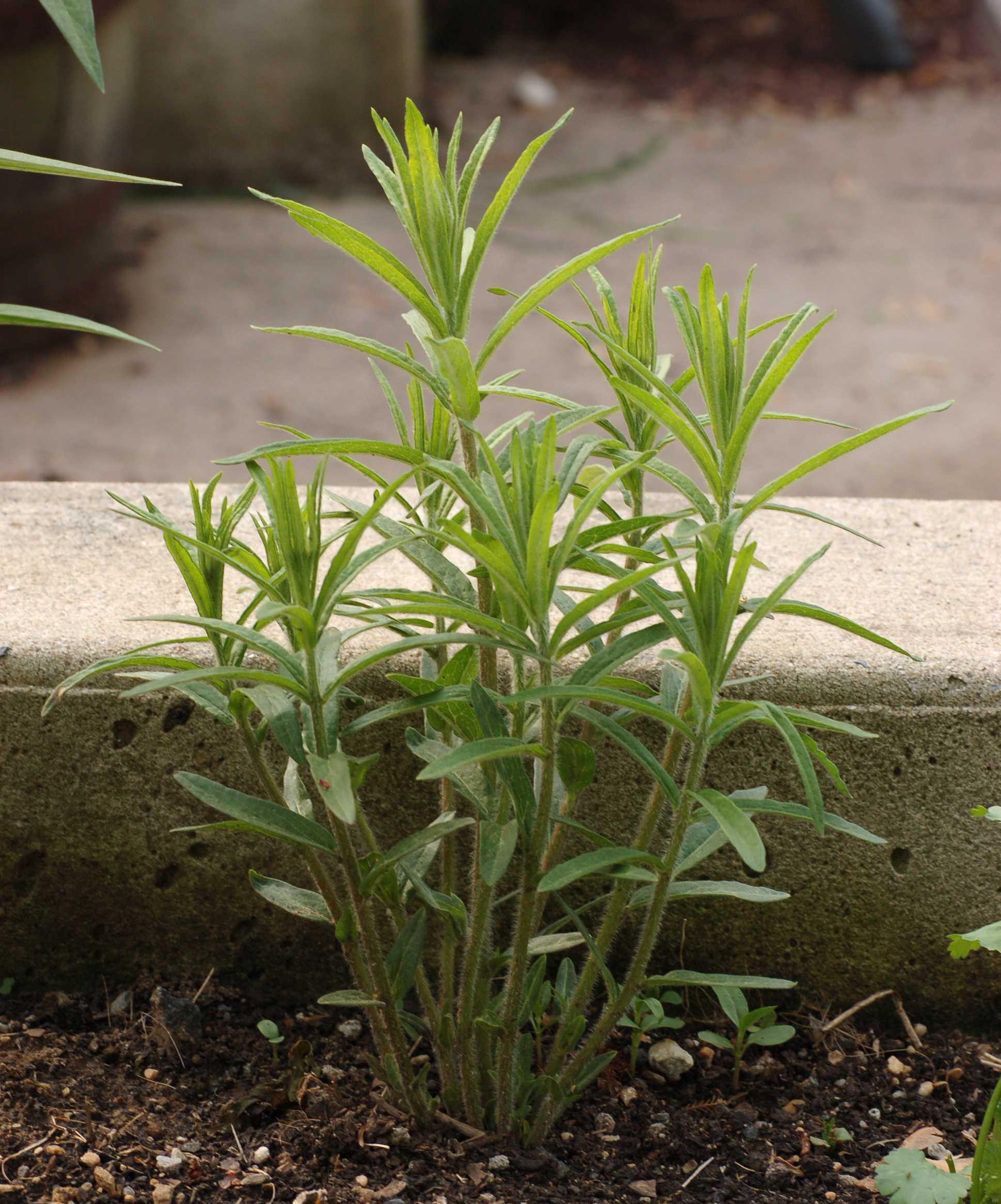
نبات قلاب درني صغير